# Theo Verhaar
Theo Verhaar (Rotterdam, 19 juli 1954 – aldaar, 7 augustus 1999) was een Nederlands dichter.

## Biografie
Verhaar werd geboren in de Rotterdamse wijk Charlois en groeide op in tuindorp Vreewijk. Hij voetbalde in het eerste elftal bij Spartaan'20, maar een knieblessure verhinderde een carrière als profvoetballer. Na de mulo en het avondgymnasium studeerde hij in de jaren '80 filosofie aan de UvA in Amsterdam, hetgeen hij niet afrondde. Hij leverde zijn scriptie niet in, vanwege een groeiende afkeer van het universitaire wereldje. Verhaar vond dat het werk van veel filosofen ontaardt in een woordenbrij, en onvoldoende binding heeft met de directe werkelijkheid. In plaats daarvan richtte hij zich op het schrijven van poëzie.
Zijn werk kenmerkt zich door rationele bondigheid, het steeds terugkerend thema van de vergankelijkheid en de ingetogen en uitgebeende stijl. Verhaar wordt ook omschreven als een dichter die indringend een intimiteit weet op te roepen door afstand te houden.
Verhaar publiceerde, naast enkele losse gedichten en cycli, zes dichtbundels. Een afdeling uit 'Het badwater van fotograaf' is in vertaling gepubliceerd in het Duitse literaire tijdschrift Akzente onder de titel Städte. In 1998 werd aan Verhaar de Anjerfonds-Anna Blaman Prijs toegekend voor zijn gehele oeuvre. Tijdens Poetry International 2011 werd twaalf jaar na zijn dood het verzameld werk ten doop gehouden onder de titel Alle gedichten. In Rotterdam is er in 2014 een straat naar hem genoemd: het Theo Verhaarveld.

## Dichtbundels
- 1991 Stof bedekt niet
- 1993 Eeuwig tweede
- 1994 Uitzaaiingen
- 1996 Het badwater van de fotograaf[10]
- 1998 Nawakker
- 1998 Dagbouw (uitgave ter gelegenheid van de uitreiking van de Anna Blamanprijs, later als afdeling opgenomen in 'Valscherm voor Erasmus')
- 2000 Valscherm voor Erasmus[11]
- 2011 Alle gedichten[12] (met een nawoord van Rob Schouten[13])

Alle bundels van Theo Verhaar zijn uitgegeven bij uitgeverij De Harmonie.